# Francis Sejersted

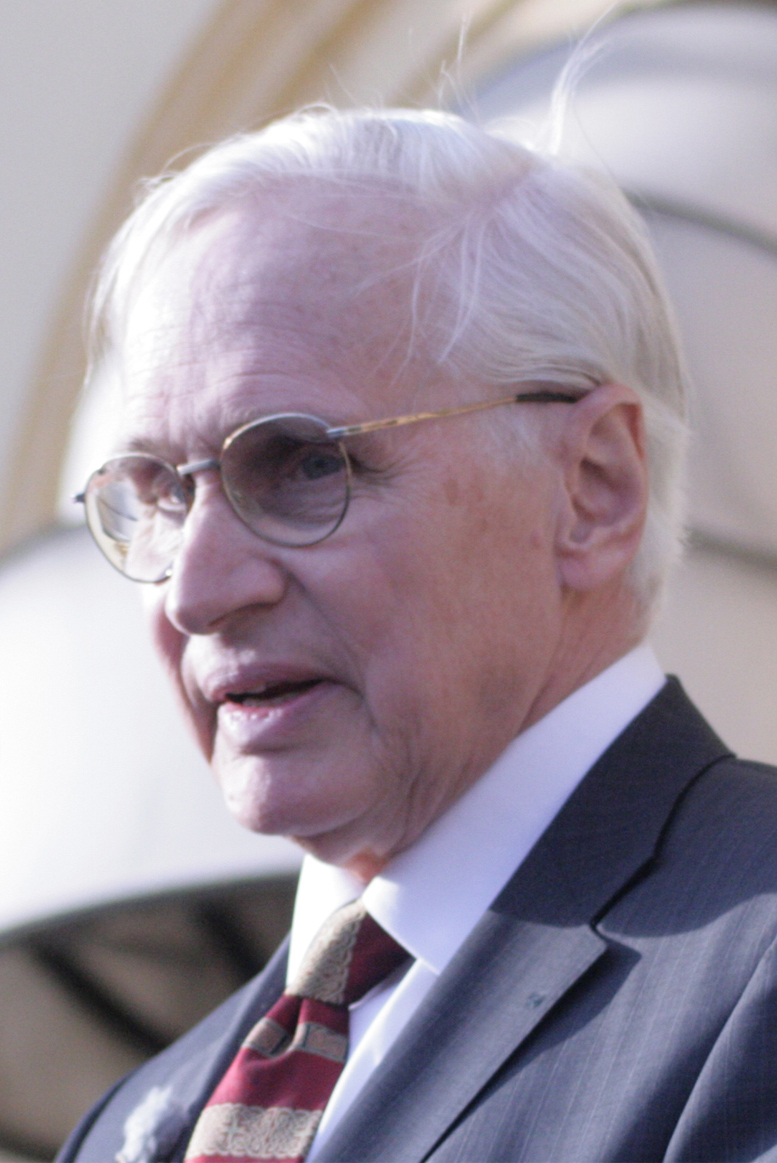
Francis Sejersted (2010)

Francis Sejersted (* 8. Februar 1936 in Aker; † 25. August 2015 in Oslo) war ein norwegischer Historiker und von 1973 bis 1998 Professor für Sozial- und Wirtschaftsgeschichte an der Universität Oslo.

## Leben
Sejersted war von 1982 bis 1999 Mitglied des norwegischen Nobelkomitees, seit 1990 als Vorsitzender, und damit für die Verleihung des Friedensnobelpreises verantwortlich. Er war von 1990 bis 1999 auch Vorstandsmitglied der Nobelstiftung in Stockholm.
Er war von 1971 bis 1975 Redakteur der Historisk Tidsskrift und seit 1984 Mitredakteur der Nytt Norsk Tidsskrift.
Sejersted war Mitglied der Norwegischen Akademie der Wissenschaften (seit 1976), der Norwegischen Akademie für Sprache und Literatur (seit 1985), der Academia Europaea (seit 1989), der Königlich Dänischen Akademie der Wissenschaften (seit 1993), der Technischen Norwegischen Wissenschaftsakademie (seit 1995), der Königlich Schwedischen Akademie der Wissenschaften (seit 1997) und der Kongelige Norske Videnskabers Selskab (seit 2001).
Er gehörte der Konservativen Partei (Høyre) an und galt als wichtiger wertkonservativer Denker Norwegens. Seit 2000 war er Vorstandsvorsitzender der Stiftung Fritt Ord. Von 1996 bis 1999 war er Vorsitzender der norwegischen parlamentarischen Kommission für die Freiheit der Meinungsäußerung.
Sejersted war Komtur des Sankt-Olav-Ordens und Träger des Dannebrogordens und des Nordstern-Ordens.
Er ist ein Cousin des Historikers Hans Fredrik Dahl (* 1939).

## Schriften (Auswahl)
- Historisk introduksjon til økonomien, 1974 und 1985
- Fra Linnerud til Eidsvold Værk, 1972 und 1978
- Den vanskelige frihet, 1978
- Demokrati og rettsstat, 1984
- Opposisjon og posisjon, 1984. Bd. 3 der Geschichte der Konservativen Partei
- Demokratisk kapitalisme, 1993